# Lúcio Mânlio Patruíno
Lúcio Mânlio Patruíno (em latim: Lucius Manlius Patruinus) foi um senador nomeado cônsul sufecto para o nundínio de setembro a dezembro de 74 com Caio Pompônio. e talvez Cneu Domício Tulo.[a] Oriundo da cidade de Ticino. Quiçá é o homônimo agredido pelos habitantes da cidade de Sena Júlia instigados pelos magistrados locais e que reclamou depois no Senado.